# Georg Heinrich Macheleid

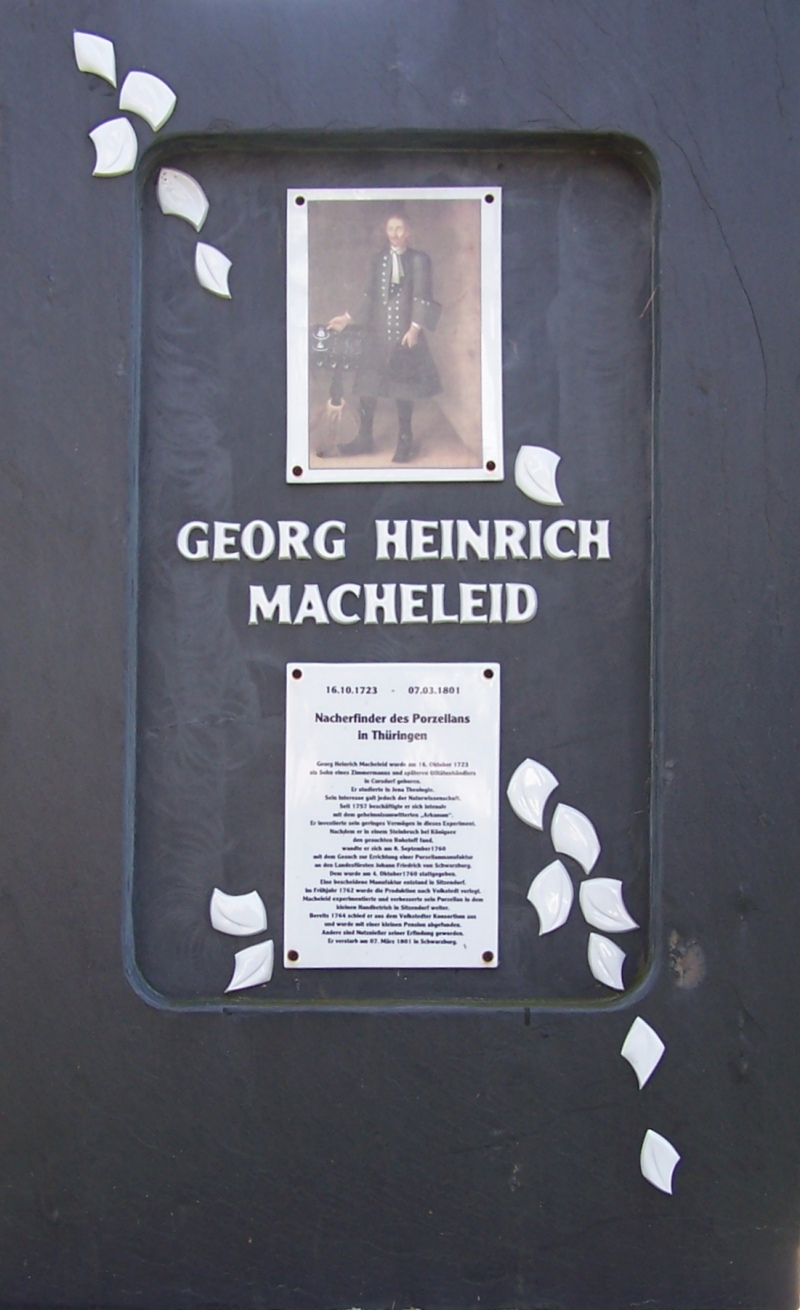
Denkmal in Cursdorf

Georg Heinrich Macheleid (* 16. Oktober 1723 in Cursdorf; † 7. März 1801 in Schwarzburg) war ein thüringischer Fabrikant. Er gilt als einer der Nacherfinder des Porzellans und ist Gründer der Aeltesten Volkstedter Porzellanmanufaktur.

## Leben
Macheleid wurde als Sohn eines Zimmermanns und späteren Laboranten geboren und wuchs im Thüringer Wald auf. Er studierte an der Universität Jena Theologie, zeigte aber bereits während dieser Zeit großes naturwissenschaftliches Interesse. Nach Abschluss des Studiums wirkte er einige Jahre im Fürstentum Schwarzburg-Rudolstadt als Prediger. Um 1755 gab er dieses Amt jedoch auf und widmete sich gänzlich den Arbeiten der Arkanisten Ehrenfried Walther von Tschirnhaus und Johann Friedrich Böttger. Durch planmäßige Versuche mit verschiedenen Tonerden gelang ihm schließlich 1757 selbst die Entdeckung einer Methode zur Herstellung von Porzellan.
Nachdem ihm der Schwarzburg-Rudolstädter Fürst Johann Friedrich auf sein Ersuchen hin das Privileg dazu erteilt hatte, gründete Macheleid 1760 in Sitzendorf eine Porzellanmanufaktur, die jedoch 1762 nach Volkstedt verlegt wurde. Macheleid selbst zog sich 1764 aus dem Unternehmen zurück. Fürst Johann Friedrich gewährte ihm eine lebenslange Pension. Macheleid erbaute für sich ein Häuschen beim Aussichtspunkt am Trippstein auf 504 m Höhe, der mit dem Aufschwung des Fremdenverkehrs im Schwarzatal zu großer Berühmtheit gelangen sollte. Eine Regelschule in Sitzendorf trug seinen Namen. Sie wurde 2012 geschlossen.

## Notoj
1. ↑  Vorstellung des Trippsteins auf rennsteig-schwarzatal.de Hervorgehoben wird der Trippstein auch von Ludwig Friedrich Hesse 1816.
2. ↑  Wilhelm Slieda: Die Anfänge der Porzellanfabrikation auf dem Thüringerwalde. Jena 1902, S. 37: Außerdem errichtete er auf dem Trippstein ein Häuschen, dessen Fundament daselbst unmittelbar vor der Aussichtshütte noch heute sichtbar ist und in das er zeitweilig seinen Wohnsitz verlegte. Später überließ er dieses dem Fürsten und soll sich unten im Dorf an einer anderen Stelle ein neues Haus gebaut haben.
3. ↑  Michael Graf: "Georg-Heinrich-Macheleid-Schule in Sitzendorf schließt", OTZ, 21. Juli 2012

| Personendaten    | Personendaten             |
| ---------------- | ------------------------- |
| NAME             | Macheleid, Georg Heinrich |
| KURZBESCHREIBUNG | thüringischer Fabrikant   |
| GEBURTSDATUM     | 16. Oktober 1723          |
| GEBURTSORT       | Cursdorf                  |
| STERBEDATUM      | 7. März 1801              |
| STERBEORT        | Schwarzburg               |